# Окципитална неуралгија
Окципитална неуралгија (ОН) је болно стање које утиче на задњу страну главе у пределу инервације већег окципиталног нерва, малог окципиталног нерва, трећег окципиталног нерва или у пределу инервације сва  три нерва. Пароксизмалан је, траје од неколико секунди до минута, и често се састоји од лацинантног бола који директно проистиче из патологије једног од ових нерава. Пре почетка лечења важно је диференцијално дијагностички одредити јасне критеријуме. Постоји више модалитета терапије, од којих неколико има добро утврђену ефикасност у лечењу овог стања.

## Епидемиологија
У једној студији која је испитивала учесталост болова у пределу лица у холандској популацији, ОН је чинио 8,3% случајева бола. Укупна инциденција ОН-а била је 3,2 на 100.000 људи, са средњом старошћу дијагнозе од 54,1 година.

## Етиопатогенеза
Окципитална неуралгија се може јавити спонтано, или као резултат стегнутог корена нерва у врату (на пример, код артритиса), или због претходне повреде или операције власишта или лобање. Понекад и "затегнути" мишићи на потиљку могу заробити нерве.

## Клиничка слика
Већина осећаја у леђима и на врху главе преноси се на мозак преко два већа окципитална (потиљачна) живца, лоцираних на свакој страни главе. Излазећи између костију кичме у горњем делу врата, два већа окципитална живца пробијају се кроз мишиће на потиљку и завршавају у власишту. Понекад сежу скоро до чела, али не покривају лице или подручје близу ушију (јер други нерви снабдевају ове регионе).
Иритација једног од ових нерава било где дуж његовог тока може изазвати сензације у виду мравињања, непријатне утрнулости, струјних удара, пецкања и жарења. Може се ширити према уху, предњем делу врата или чеоном делу главе. Може бити праћен нестабилношћу, вртоглавицом, зујањем у ушима, замагљеним видом и осећајем недостатка светлости.
Бол је веома сличан оном код неуралгије тригеминуса, само са симптомима на једној страни главе, а не и на лицу. Понекад се чини да бол зрачи напред према једном оку. Код неких пацијената кожа главе постаје изузетно осетљива чак и на најлакши додир, што чини прање косе или лежање на јастуку готово немогућим. Код других пацијената може доћи до укочености у захваћеном подручју. Регион где живци улазе у предео скалпа може бити изузетно осетљив.

## Дијагноза
Не постоји специфичан тест за дијагнозу окципиталне неуралгије, већ се  дијагноза може поставити физичким прегледом како би пронашла осетљивост као одговор на притисак дуж окципиталног нерва.
Лекарр може да дијагностикује (али и да привремено лечи ОН)   блокадом окципиталног нерва. Олакшање са нервним блоком може помоћи да се потврди дијагноза. За пацијенте који се добро осећају са овим привременим "умртљивањем" живца, трајнија процедура може бити добра опција.

## Терапија

### Нехируршка терапија
Лекови и сет од три ињекције стероида, са или без ботулинског токсина, могу да "смире" преактивне живце. Неки пацијенти добро реагују на неинвазивну терапију и можда неће захтевати операцију; међутим, неки пацијенти не добијају олакшање и на крају захтевају хируршко лечење.
Постоје и друге опције лечења као што је спаљивање живаца радио-таласном сондом или елиминисањем живца малом дозом токсина. Међутим, ово није увек најбољи избор јер било који третман може трајно умртвити живац, што доводи до утрнулости власишта.

### Хируршка терапија
Хируршке опције укључују декомпресију већих окципиталних нерава дуж њиховог тока, а назване су хирургија потиљачног ослобађања.
У овој амбулантној процедури, хирург прави рез на задњем делу врата како би открио веће окципиталне нерве и ослободио их од околног везивног ткива и мишића који их можда компримирају. Хирург може да се позабави и другим нервима који могу да допринесу проблему, као што су мањи окципитални нерви и дорзални потиљачни нерви.

## Прогноза
Операција обично траје око два или три сата и изводи се док пацијент спава под општом анестезијом. Пацијенти могу да иду кући истог дана, а потпуни опоравак се генерално очекује у року од једне или две недеље.
У неким случајевима, операција отпуштања окципиталног дела делује само привремено, а бол се враћа. Даља операција пресецања већих потиљачних нерава може се обавити након отприлике годину дана, међутим, ова процедура се сматра крајњим средством јер би резултовала трајном утрнулошћу власишта.